# Hal Crook
Hal Crook (28 juli 1950) is een jazz-trombonist. Hij is leraar en schrijver op het gebied van geïmproviseerde muziek.
Crook begon op zijn twaalfde trombone te spelen. Hij studeerde aan Berklee College of Music, waar hij later leraar werd. Hij is sinds 1963 beroepsmuzikant. Hij speelde samen met onder meer Zoot Sims, Clark Terry, Snooky Young, Roy Eldridge, Thad Jones, Harry "Sweets" Edison, Bruce Fowler, Bob Brookmeyer en Cyrus Chestnut. Hij platen op als leider, maar ook als sideman van  onder meer Phil Woods, Jerry Bergonzi, Mick Goodrick, Dan Moretti, en Clark Terry. De plaat van Woods (Celebration) werd in 1998 genomineerd voor een Grammy. Crooks huidige band heet 'Um'. Hij schreef tevens verschillende boeken over jazz-improvisatie.

## Discografie (selectie)
- Hello Heaven, 1982
- Creatures of Habit
- Narayani
- Conjunction
- Hal Crook Trio
- Only Human (met John Lockwood en Bob Gullotti Crook), Casa Musicale Tarasconi, 1993
- Hero Worship (met Woodrick en Paul Motion), Ram, 1997
- Um: Stray Dog, 2001